# Културални либерализам
Културални либерализам је слободарски поглед на друштво који наглашава слободу појединаца од културалних норми.
Културални либерали сматрају да друштво не би требало наметати никакав одређени кодекс понашања, те себе виде као заштитнике права неконформиста да искажу сопствени идентитет какав год он био, све док није на штету никоме. Културални спорови у политици углавном су неслагања између културалних либерала и културалних конзервативаца, јер се културални либерали снажно противе цензури или било каквој врсти надзора над говорним или писаним материјалом. Они сматрају да структуру нечије породице и природу брака треба препустити индивидуалној одлуци и тврде да све док једни не наносе штету другима, ниједан животни стил није суштински бољи од било ког другог. Пошто културални либерализам изражава друштвену димензију либерализма, он се често означава као „друштвени либерализам“, „друштвена либералност“ или „либерализам у друштвеној сфери“, али не означава исто што и политичко-економска филозофија позната као „социјални либерализам“.